# 리버서블 워터마킹
리버서블 워터마킹(Reversible Watermarking)이란 워터마크 정보를 추출하는 동시에 원본영상을 복원하는 워터마킹 기법중의 하나로써 주로 인증에 쓰인다